# Kako (tàu tuần dương Nhật)
Kako (tiếng Nhật: 加古) là một tàu tuần dương hạng nặng của Hải quân Đế quốc Nhật Bản hoạt động trong giai đoạn từ sau Đệ Nhất thế chiến đến Đệ Nhị thế chiến, là chiếc thứ hai trong tổng số hai chiếc thuộc lớp Furutaka. Tên của nó được đặt theo con sông Kako thuộc tỉnh Hyogo. Nó bị tàu ngầm Mỹ USS S-44 đánh chìm tại vùng biển ngoài khơi đảo Savo ngày 10 tháng 8 năm 1942.

## Thiết kế và chế tạo
Kako và chiếc tàu chị em với nó Furutaka thuộc thế hệ đầu tiên của những tàu tuần dương hạng nặng tốc độ cao của Hải quân Nhật; được dự tính để đối đầu cùng những chiếc tàu tuần dương trinh sát thuộc lớp Omaha của Hải quân Mỹ và lớp Hawkins của Hải quân Anh. Chúng được phát triển dựa trên thiết kế thử nghiệm được bắt đầu bởi chiếc tàu tuần dương Yūbari. Mặc dù được thiết kế để tối thiểu hóa trọng lượng và lớp vỏ giáp chỉ đủ để bảo vệ chống lại đạn pháo 150 mm (6 inch), lượng rẽ nước của con tàu lại tỏ ra quá tải trầm trọng.
Kako được hoàn tất tại hãng đóng tàu Kawasaki ở Kobe vào ngày 20 tháng 7 năm 1926. Hai chiếc tàu chiến này được xem là những "tàu tuần dương trinh sát", được thiết kế để mang theo máy bay. Tuy nhiên, việc thiếu sót một máy phóng đã buộc phải phóng thủy phi cơ từ mặt nước cho đến khi chúng được cải tiến trong những năm 1932-1933.

## Lịch sử hoạt động

### Trước chiến tranh
Thoạt tiên Kako được phân về Hải đội Tuần dương 5 và phục vụ tại đây cho đến năm 1933. Trong giai đoạn này nó hoạt động tại vùng biển Nhật Bản và Trung Quốc, tham gia nhiều cuộc thực tập cơ động hạm đội và hoạt động tác chiến ngoài khơi bờ biển Trung Quốc. Kako trải qua một loạt các cải tiến đáng kể trong những năm 1929-1930, nâng cấp hệ thống động cơ và thay đổi chút ít dáng vẻ bên ngoài. Hoạt động một thời gian ngắn cùng Hải đội Tuần dương 6 vào năm 1933, Kako tham gia cuộc duyệt binh hải quân ngoài khơi Yokohama vào cuối tháng 8 năm đó. Nó được đưa về tình trạng tàu hộ vệ vào tháng 11 và đưa về lực lượng dự bị vào năm 1934.
Vào tháng 7 năm 1936, Kako bắt đầu một đợt tái cấu trúc rộng rãi tại xưởng hải quân Sasebo, và được hoàn tất vào ngày 27 tháng 12 năm 1937. Sáu tháp pháo đơn 200 mm (7,9 inch) được thay thế bằng ba tháp pháo đôi 203,2 mm (8 inch).

### Giai đoạn mở màn Chiến tranh Thái Bình Dương
Vào cuối năm 1941, Kako được phân về Hải đội Tuần dương 6 dưới quyền chỉ huy của Chuẩn Đô đốc Aritomo Goto trong thành phần của Hạm đội 1 cùng với các tàu tuần dương Aoba, Furutaka và Kinugasa. Vào thời gian diễn ra cuộc Tấn công Trân Châu Cảng, nó đang yểm trợ cho cuộc chiếm đóng đảo Guam.
Sau khi đợt tấn công thứ nhất nhắm vào Wake thất bại, Hải đội Tuần dương 6 được bố trí vào một lực lượng tấn công thứ hai mạnh mẽ hơn, và sau khi Wake thất thủ, nó quay về căn cứ tiền phương đặt tại Truk thuộc quần đảo Caroline.
Từ ngày 18 tháng 1 năm 1942, Hải đội Tuần dương 6 được phân công hỗ trợ cho cuộc đổ bộ của quân Nhật lên Rabaul thuộc New Britain và Kavieng thuộc New Ireland và tuần tra quanh khu vực quân đảo Marshall để truy đuổi bất thành hạm đội Hoa Kỳ. Trong tháng 3 và tháng 4 năm 1942, Hải đội Tuần dương 6 hỗ trợ cho Hải đội Tuần dương 18 bảo vệ cuộc đổ bộ của quân Nhật lên quần đảo Solomon và New Guinea tại Buka, Shortland, Kieta, đảo Manus, quần đảo Admiralty và Tulagi từ căn cứ tiền phương ở Rabaul. Trong khi đang ở Shortland vào ngày 6 tháng 5 năm 1942, Kako bị bốn máy bay ném bom Boeing B-17 Flying Fortress thuộc Không lực Mỹ tấn công nhưng không bị hư hại.

### Trận chiến biển Coral

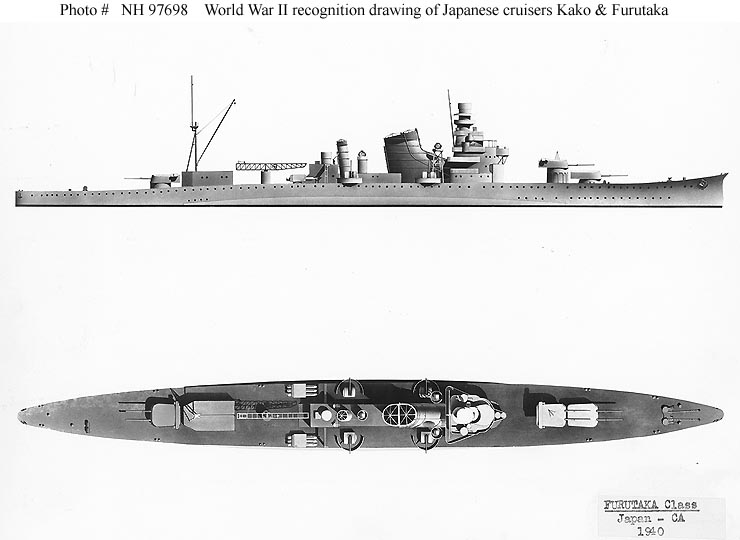
Sơ đồ Kako như nó hiện hữu vào giai đoạn Thế Chiến II

Trong Trận chiến biển Coral, Hải đội Tuần dương 6 khởi hành rời Shortland đi đến một điểm hẹn gặp chiếc tàu sân bay hạng nhẹ Shoho. Lúc 11 giờ 00 ngày 7 tháng 5 năm 1942, đang khi ở về phía Bắc đảo Tulagi, Shoho bị tấn công và bị đánh chìm bởi 93 máy bay ném bom bổ nhào SBD Dauntless và máy bay ném bom-ngư lôi TBD Devastator từ các tàu sân bay USS Yorktown và USS Lexington. Ngày hôm sau, 8 tháng 5 năm 1942; 46 chiếc SBD, 21 chiếc TBD và 15 chiếc Grumman F4F Wildcat xuất phát từ Yorktown và Lexington đã tấn công và gây hư hại nặng cho chiếc Shokaku, buộc nó phải rút lui. Do Furutaka và Kinugasa vốn không bị hư hại trong trận đánh này đã hộ tống Shokaku quay trở về Truk; Kako và Aoba tiếp tục yểm trợ việc rút lui của đoàn tàu vận tải dự định tấn công cảng Moresby.
Sau khi tiếp nhiên liệu tại Shortland vào ngày 9 tháng 5, Kako bị mắc cạn vào một dãi san hô ngầm ở lối vào cảng Queen Carola, nhưng nó nhanh chóng nổi trở lại được. Kako quay về xưởng hải quân Kure vào ngày 22 tháng 5 năm 1942 để sửa chữa, rồi quay trở lại Truk vào ngày 23 tháng 6, rồi từ Truk di chuyển đến vịnh Rekata, đảo Santa Isabel, nơi nó được bố trí nhiệm vụ tuần tra cho đến tháng 7.
Trong cuộc cải tổ sâu rộng Hải quân Nhật sau thất bại của trận Midway, vào ngày 14 tháng 7 năm 1942, Kako được phân về Hạm đội 8 vừa mới được thành lập dưới quyền chỉ huy của Phó Đô đốc Mikawa Gunichi và được bố trí tuần tra chung quanh khu vực quần đảo Solomon, New Britain và New Ireland.

### Trận chiến đảo Savo
Vào ngày 8 tháng 8 năm 1942, về phía Bắc Guadalcanal, một chiếc thủy phi cơ trinh sát Aichi E13A1 "Jake" ba chỗ ngồi phóng lên bởi Kako đã bị một máy bay SBD Dauntless thuộc phi đội VS-72 từ tàu sân bay USS Wasp bắn rơi. Đây là sự kiện mở màn cho Trận chiến đảo Savo ngày hôm sau.
Vào ngày 9 tháng 8 năm 1942, Hải đội Tuần dương 6 (bao gồm Kako, Aoba, Furutaka và Kinusaga), Chokai, các tàu tuần dương hạng nhẹ Tenryu và Yūbari và tàu khu trục Yūnagi đã đối đầu cùng lực lượng hạm đội Đồng Minh trong một trận đánh đêm bằng hải pháo và ngư lôi. Vào khoảng 23 giờ 00, Chokai, Furutaka và Kako đã tung các thủy phi cơ trinh sát của mình ra. Những chiếc máy bay này lượn vòng bên trên hạm đội Đồng Minh và thả các quả pháo sáng chiếu rõ các mục tiêu, và tất cả các tàu chiến Nhật đã khai hỏa. Các tàu tuần dương USS Astoria, USS Quincy, USS Vincennes và HMAS Canberra đã bị đánh chìm, trong khi USS Chicago cùng các tàu khu trục USS Ralph Talbot và USS Patterson bị hư hại. Hỏa lực pháo của Kako đã bắn trúng hầm chứa máy bay của Vincennes và đã phá hủy tất cả những thủy phi cơ Curtiss SOC Seagull của nó. Bên phía Nhật Bản, Chokai bị bắn trúng ba phát, Kinugasa trúng hai phát, Aoba một phát trong khi Furutaka và Kako hoàn toàn vô hại.
Tuy nhiên, sang ngày 10 tháng 8, bốn chiếc tàu tuần dương hạng nặng thuộc Hải đội Tuần dương 6 được lệnh tách ra để hướng đến Kavieng, trong khi phần còn lại của lực lượng tấn công quay trở về Rabaul. Lúc 06 giờ 50 phút, chiếc tàu ngầm Mỹ USS S-44 trông thấy Hải đội Tuần dương 6 ở khoảng cách không đầy 800 m (900 yard) và đã bắn bốn quả ngư lôi Mark 10 từ khoảng cách 630 m (700 yard) vào chiếc tàu tuần dương đi cuối đội hình, lại chính là Kako. Lúc 07 giờ 08 phút, ba quả ngư lôi đánh trúng Kako. Quả thứ nhất đánh trúng mạn phải phía trước tháp pháo số 1. Các quả còn lại đánh trúng phía sau cạnh hầm đạn phía trước và các phòng nồi hơi số 1 và 2. Kako lật nghiêng qua mạn phải và phát nổ khi nước biển ngập đến các nồi hơi của nó. Đến 07 giờ 15 phút, Kako chìm xuống nước với phần mũi tàu chìm trước tại vùng biển ngoài khơi đảo Simbari ở tọa độ 02°28′N 152°11′Đ / 2,467°N 152,183°Đ và độ sâu khoảng 40 m (130 ft). Aoba, Furutaka và Kinugasa cứu được Thuyền trưởng Takahashi và hầu hết thủy thủ đoàn của Kako, ngoại trừ ba mươi bốn người thiệt mạng.
Kako được rút khỏi danh sách Đăng bạ Hải quân vào ngày 15 tháng 9 năm 1942.

## Danh sách thuyền trưởng
- Akira Goto (sĩ quan trang bị trưởng): 18 tháng 9 năm 1925 - 20 tháng 7 năm 1926
- Akira Goto: 20 tháng 7 năm 1926 - 15 tháng 11 năm 1927
- Junzo Yoshitake: 15 tháng 11 năm 1927 - 10 tháng 12 năm 1928
- Toraroku Akiyama: 10 tháng 12 năm 1928 - 30 tháng 11 năm 1929
- Kondo Nobutake: 30 tháng 11 năm 1929 - 18 tháng 6 năm 1930
- Kamezaburo Nakajima: 18 tháng 6 năm 1930 - 1 tháng 12 năm 1930
- Katsuyoshi Inoue: 1 tháng 12 năm 1930 - 1 tháng 12 năm 1931
- Shichisaburo Koga: 1 tháng 12 năm 1931 - 1 tháng 12 năm 1932
- Shunzo Mito: 1 tháng 12 năm 1932 - 15 tháng 11 năm 1933
- Tokujiro Yokoyama: 15 tháng 11 năm 1933 - 15 tháng 11 năm 1934
- Ei Kashiwagi: 15 tháng 11 năm 1934 - 15 tháng 11 năm 1935
- Aritaka Aihara: 15 tháng 11 năm 1935 - 1 tháng 7 năm 1936
- Kentaro Oshima: 1 tháng 7 năm 1936 - 1 tháng 12 năm 1936
- Masao Okamura: 1 tháng 12 năm 1936 - 1 tháng 12 năm 1937
- Kamata Michiaki: 1 tháng 12 năm 1937 - 20 tháng 10 năm 1938
- Masaki Ogata: 20 tháng 10 năm 1938 - 1 tháng 5 năm 1939
- Ito Ko: 1 tháng 5 năm 1939 - 1 tháng 7 năm 1939
- Heitaro Edo: 1 tháng 7 năm 1939 - 15 tháng 11 năm 1939
- Giichiro Horie: 15 tháng 11 năm 1939 - 15 tháng 10 năm 1940
- Mitsuo Kinoshita: 15 tháng 10 năm 1940 - 15 tháng 9 năm 1941
- Yuji Takahashi: 15 tháng 9 năm 1941 - 10 tháng 8 năm 1942

### Sách
- Brown, David (1990). Warship Losses of World War Two. Naval Institute Press. ISBN 1-55750-914-X.
- D'Albas, Andrieu (1965). Death of a Navy: Japanese Naval Action in World War II. Devin-Adair Pub. ISBN 0-8159-5302-X.
- Dull, Paul S. (1978). A Battle History of the Imperial Japanese Navy, 1941-1945. Naval Institute Press. ISBN 0-87021-097-1.
- Howarth, Stephen (1983). The Fighting Ships of the Rising Sun: The drama of the Imperial Japanese Navy, 1895-1945. Atheneum. ISBN 0-68911-402-8.
- Jentsura, Hansgeorg (1976). Warships of the Imperial Japanese Navy, 1869-1945. Naval Institute Press. ISBN 0-87021-893-X.
- Lacroix, Eric (1997). Japanese Cruisers of the Pacific War. Linton Wells. Naval Institute Press. ISBN 0-87021-311-3.
- Whitley, M.J. (1995). Cruisers of World War Two: An International Encyclopedia. Naval Institute Press. ISBN 1-55750-141-6.